# Свистун береговий
Свистун береговий (Pachycephala phaionota) — вид горобцеподібних птахів родини свистунових (Pachycephalidae). Ендемік Індонезії.

## Поширення і екологія
Берегові свистуни мешкають на Молуккських островах, а також на деяких інших індонезійських островах, зокрема на островах Раджа-Ампат і на островах Ару. Вони живуть в мангрових лісах, чагарникових заростях і на плантацях на висоті до 550 м над рівнем моря.